# Vi er fra Ural
Vi er fra Ural (russisk: Мы с Урала) er en sovjetisk film fra 1944 af Lev Kulesjov.

## Medvirkende
- Aleksej Konsovskij som Kuzja Zavarin
- Janina Zjejmo som Vera Zavarina
- Sergej Filippov
- Aleksandr Aleksandrovitj Mikhajlov som Vanja Tomakurov
- Georgy Milljar